# Cheick Tioté
Cheick Ismaël Tioté (21. června 1986, Yamoussoukro, Pobřeží slonoviny – 5. června 2017, Peking, Čína) byl fotbalový záložník z Pobřeží slonoviny. Nastupoval i za fotbalovou reprezentaci Pobřeží slonoviny. Zemřel na srdeční záchvat během tréninku v čínském klubu Peking Kchung-ku, kde naposledy hrál. V nemocnici se ho nepodařilo oživit.

## Reprezentační kariéra
V A-mužstvu Pobřeží slonoviny debutoval 12. 8. 2009 v přátelském zápase proti Tunisku (remíza 0:0).
Zúčastnil se Mistrovství světa 2010 v Jihoafrické republice.

Hrál i na Mistrovství světa 2014 v Brazílii, kde reprezentace Pobřeží slonoviny vypadla v základní skupině C.
Na Africkém poháru národů v roce 2012 se s reprezentací dostal až do finále proti Zambii, zápas skončil 0:0 po prodloužení. V penaltovém rozstřelu jeho tým podlehl 7:8 a africkým šampionem se stala Zambie.

Zúčastnil se mj. i Afrického poháru národů 2015 v Rovníkové Guineji, kde s týmem získal zlatou medaili.